# Rencontres internet d'Autrans
 (octobre 2011).
Les rencontres internet d'Autrans sont la plus ancienne manifestation française sur l'internet. Créées en 1997, elles se sont  déroulées  jusqu'en janvier 2012 sur trois jours chaque année au mois de janvier dans le village d'Autrans. Les rencontres Internet d'Autrans se sont terminées en 2012. Le site internet des rencontres a été rendu inaccessible à partir de cette date.

## Historique
Les rencontres ont été lancées en 1997, quelques mois après la création par Bruno Oudet de l'association Isoc France (le chapitre français de Internet Society). L'objectif était d'organiser en France une manifestation dans l'esprit des congrès mondiaux de l'Internet Society  appelés Inet. Il a été décidé de localiser à Autrans la manifestation, pour quatre raisons: 
- proximité du siège de l'Isoc France, à Grenoble durant les quatre premières années de l'association
- disponibilité d'hébergement dans la station d'Autrans à des prix raisonnables
- existence d'actions pionnières de l'Internet sur le plateau du Vercors (réseaux buissonniers, télespace)
- soutien actif  de la communauté de communes du massif du Vercors (CCMV) .

Les premières rencontres (1997), ont été immédiatement un succès en raison de la forte implication de la direction de  l'Isoc Monde qui a financé la venue de son président (Don Heath), du président des groupes de normalisation de l'Internet (Steve Baker), l'IETF, de Vint Cerf (aussi appelé Vint à qui a été donné le titre de père de l'Internet), de deux membres du gouvernement (Margie Sudre en 1997, Jacques Dondoux en 1998). 
De 1997 à 2000 se retrouvent à Autrans les pionniers Internet de l'époque: chercheurs, entrepreneurs, fonctionnaires, journalistes.  Bruno Oudet y invite Louis Pouzin à l'édition de janvier 1997. Les subventions sont réduites, de l'ordre de 10 000 € (financement de la délégation générale à la langue française) ; Alpes Networks puis France Telecom et Bull assurent gratuitement un soutien logistique. Les premières rencontres réunissent environ 150 participants. Chantal Carlioz alors directrice de la communauté de communes du massif du Vercors (et maire de Villard-de-Lans de 2008 à 2020) a apporté son soutien à titre personnel et comme directeur, établissant ainsi le lien entre les projets TIC du Vercors et la manifestation. 
Les premières éditions sont marquées par une forte présence des pionniers du milieu associatif, du monde de l'entreprise, de l'administration et de la politique. La présence des trois derniers groupes devaient se réduire au fil des éditions. L'Internet se développant en France le côté lieu de réunions des pionniers en tout genre s'amenuisant avec ce développement. Les médias nationaux (quotidiens, hebdomadaires, radios, télévisions) très présents dans les premières éditions feront de moins en moins le déplacement, alors que les communiqués d'annonce des rencontres sur l'Internet continuent à être bien relayés.
En 2000 l'Isoc France change de président. Celui-ci décide de transférer à Paris le siège social, le fonds de roulement dégagé par les premières éditions. Il confie à Pierre Lemoine et Daniel Kaplan (FING) la construction du programme. L'association RESO est créée pour gérer les rencontres d'Autrans sous la présidence de Bruno Oudet.
À la fin de 2001 un groupe de dissidents (des acteurs français du logiciel libre) dépose le nom de domaine Autrans2002 pour souligner la nécessité de sortir du cercle restreint des fondateurs pour « rajeunir » la manifestation. Il est décidé alors de travailler avec ce groupe et d'ouvrir la préparation du programme à des contributions sur le web (ouverture d'un wiki et d'une liste de diffusion). Pendant trois ans ce groupe a innové et a contribué à la poursuite d'Autrans. Les fidèles se rappelleront les premières présentations grand public du Wi-Fi avec la construction d'antennes réceptrices de boites de Ricoré et la liaison par ondes hertziennes  entre le lieu de conférences et la salle où 80 jeunes jouaient en réseau. 
À partir de 2004 la région Rhône-Alpes, le département de l'Isère et la caisse des dépôts doublent leur aide ce qui permet de financer la professionnalisation de la gestion des inscriptions, des relations presses et de la prise de vue des séances plénières… Les éditions « Internet dans dix ans » (2006), « Les générations Internet » (2007) ont matérialisé un renouvellement de la préparation et de l'animation des rencontres. En 2008 les rencontres sont présidées par Yannick Landais qui a apporté du sang neuf dans le comité d'organisation. L'édition 2009 a abordé le thème des réseaux sociaux et de la construction du savoir collectif. L'édition 2010 a abordé le thème de la mobilité avec parmi les invités Richard Stallman, le député de Savoie Lionel Tardy et Francis Lalanne.